# Songbie
Songbie (chinois : 送别 ; pinyin : sòngbié ; litt. « dire adieu ») est l'arrangement par le moine bouddhiste, peintre et musicien chinois Li Shutong (connu sous le nom d'artiste Hongyi), de la chanson de John P. Ordway (en) (États-Unis) de 1851 Dreaming of Home and Mother en chinois et japonais. Cette chanson est principalement restée célèbre sous son nom en chinois et japonais.
La chanson de Li Shutong ne comporte qu'une strophe, mais un enregistrement publié par EMI en 1935 en ajoute une seconde.